# 1696 au théâtre
| Années du théâtre : 1693 - 1694 - 1695 - 1696 - 1697 - 1698 - 1699    |
| Décennies du théâtre : 1660 - 1670 - 1680 - 1690 - 1700 - 1710 - 1720 |

## Pièces de théâtre publiées
- Oronoko : une tragédie de Thomas Southerne inspiré par le roman Oroonoko, ou l'Esclave Royal d'Aphra Behn.

## Pièces de théâtre représentées
- Janvier :  Love's Last Shift, comédie de Colley Cibber, Londres, théâtre de Drury Lane.
- 2 janvier : L'Aventurier de Jean Donneau de Visé, Paris, Comédie-Française
- 19 janvier : La Foire Saint-Germain de Dancourt, Paris, Comédie-Française
- 3 février : Polixène d'Antoine de La Fosse, Paris, Comédie-Française
- 19 mars : Les Momies d'Égypte de Charles Dufresny et Jean-François Regnard, Paris, Comédie-Italienne
- 24 mars : Le Vieillard couru de Jean Donneau de Visé, Paris, Comédie-Française
- 14 juin : Le Bourgeois de Falaise ou le Bal de Jean-François Regnard, Paris, Comédie-Française
- 7 juillet : Le Moulin de Javelle de Dancourt, Paris, Comédie-Française
- septembre : Feu d'artifice au sujet de la paix d'Évariste Gherardi, Paris, Comédie-Italienne
- 4 octobre : Les Eaux de Bourbon de Dancourt, Paris, Comédie-Française
- 31 octobre : Les Vacances de Dancourt, Paris, Comédie-Française
- 21 novembre : La Rechute ou la Vertu en danger, comédie  de John Vanbrugh.
- 24 novembre : Le Flatteur de Jean-Baptiste Rousseau, Paris, Comédie-Française
- 19 décembre : Le Joueur de Jean-François Regnard, Paris, Comédie-Française
- Bradamante de Thomas Corneille

## Naissances
- 30 janvier : Barthélemy Pitrot, acteur et danseur français, mort le 19 février 1752.
- 1er février : Michel Guyot de Merville, journaliste et dramaturge français, mort en mai 1755.
- 14 février : Paul Landois, auteur dramatique français, mort après 1769.
- 15 mars : François-Arnould Poisson de Roinville, acteur français, mort le 24 août 1753.
- Date précise non connue :
  - Charles Langlois, acteur et directeur de théâtre français, actif en Suède, mort le 20 avril 1762.

## Décès
- Date précise non connue :
  - Adrien-Thomas Perdou de Subligny, avocat et dramaturge français, né en 1636.